# Carnival Spirit
Carnival Spirit é um navio de cruzeiro , de propriedade da Carnival Corporation & PLC, operado pela Carnival Cruise Lines, é o segundo navio a ser construído da Classe.
O Spirit é um dos navios de cruzeiro de uma série de novos transatlânticos tipo Panamax adquiridos pela Carnival Corporation para a sua operadora norte-americana Carnival Cruise Lines e a italiana Costa Crociere. Fazem parte da Classe Spirit, os navios de bandeira italiana Costa Atlantica e Costa Mediterranea, de bandeira panamenha o Carnival Spirit e Carnival Pride, carregam a bandeira das Bahamas o Carnival Legend e o Carnival Miracle.
IMO: 9188647 

## Acomodações
Nas doze pontes acessadas pelos passageiros estão disponíveis 1.062 cabines, sendo 213 internas e das externas 68 possuem balcão voltado para o mar. Todas as cabines são climatizadas e possuem mini-bar, cofre para valores, sistema de televisão e comunicação.
As cabines ficam no Panorama deck, Verandah deck, Empress deck, Upper deck, Main deck e Riviera deck.
O Spirit Carnival realiza os seus cruzeiros nas regiões da riviera mexicana incluindo Acapulco, Hawaii e Alasca.

## Facilidades
No "Sky deck" a ponte mais alta, fica o deck panorámico aberto. No deck inferior "Sports deck" estão a piscina infantil, a pista para caminhadas e o acesso para o tobogã da piscina. No "Sun deck" ficam o SPA, o ginásio e o "Noveau Super Club". Na ponte abaixo, "Lido deck" estão a sauna, salão de beleza, piscina além da Pizzaria, do "Salad Bar" e "Canopy Bar". "The Fun House" esta no "Upper deck". No "Main deck" estão localizados o "Techno Arcade" e o balcão superior do teatro "Pharao's Palace". Na ponte abaixo estão localizados o restaurante "Empire", lojas, biblioteca e sala de internet, floricultura, piano bar, capela, galeria de fotos e balcão intermediário do teatro "Pharao's Palace". O"Promenade deck" acomoda o casino "Louis XIV", cafés e bares, pista de dança, o piso inferior do "Empire Restaurant" e do teatro "Pharao's Palace". O "Riviera deck" é a ponte mais baixa do navio aonde existe o hall de acesso.
The Wedding Chapel a capela do navio, possui um serviço regular para casamentos.
A ponte de comando fica no Panorama deck.

## Motorização
O navio possui duas hélices movidas por 2 sistemas diesel-elétrico com potência de 62.370 kW cada, impulsionados por 6 motores diesel Wärtsilä 9L46D.
Os quarenta e quatro botes salva-vidas transportam 3 610 pessoas e estão instalados no Upper deck e Main deck.